# Лобойковка
Лобойковка (укр. Лобойківка) — село,
Лобойковский сельский совет,
Петриковский район,
Днепропетровская область,
Украина.
Код КОАТУУ — 1223781701. Население по переписи 2001 года составляло 3047 человек.
Является административным центром Лобойковского сельского совета, в который не входят другие населённые пункты.

## Географическое положение
Село Лобойковка находится в 3-х км от левого берега реки Орель,
выше по течению примыкает село Малая Петриковка,
ниже по течению на расстоянии в 4 км расположено село Баловка (Днепровский район),
на противоположном берегу — село Елизаветовка.
В селе и вокруг него много озёр — остатки старого русла реки Орель.
К селу примыкает большой массив прудов рыбного хозяйства (~1000 га).
Через село проходят автомобильные дороги Т-0414 и Р-52.

## История
- Временем основания села Лобойковка считается XVIII век. Первым поселенцем в степях Петриковки была семья Лобойко. По прозвищу первого поселенца и было названо поселение Лобойковка.
- В 1793 году Лобойковка входила в состав Петриковки.
- В 1870 году открылась первая церковь и церковно-приходская школа, В 1912 году — семилетняя школа.
- В 2009 году в селе проживало 3008 человек.

## Экономика
- СООО «Батькивщина».
- СООО «Бильшовик».
- ЧПФ «Орион».
- СООО «Украина-2001».
- ООО НПП «Днепровское».

## Объекты социальной сферы
- Школа.
- Детский сад.
- Дом культуры.